# NVA Showcase
Lo NVA Showcase è un torneo nazionale statunitense di pallavolo maschile, organizzato dalla NVA.

## Albo d'oro
| Edizione      | Edizione      |               | Podio         | Podio                              | Podio          |
| Anno          | Sede finale   |               | Campione      | Risultato                          | Finalista      |
| ------------- | ------------- | ------------- | ------------- | ---------------------------------- | -------------- |
| 2017 Dettagli | Las Vegas     |               | Blizzard      | 3 - 0 (27-25, 25-20, 25-23)        | Academy United |
| 2018          | Non disputato | Non disputato | Non disputato | Non disputato                      | Non disputato  |
| 2019          | Non disputato | Non disputato | Non disputato | Non disputato                      | Non disputato  |
| 2020 Dettagli | Las Vegas     |               | Utah Stingers | 3 - 1 (25-19, 21-25, 25-19, 25-18) | OC Stunners    |

## Palmarès
| Squadre       | Titoli | Edizioni |
| ------------- | ------ | -------- |
| Blizzard      | 1      | 2017     |
| Utah Stingers | 1      | 2020     |